# Kostel svatého Petra a Pavla (Žlutice)
Římskokatolický kostel svatého Petra a Pavla ve Žluticích v okrese Karlovy Vary je farním kostelem žlutické farnosti. Od roku 1964 je chráněn jako kulturní památka. Stojí na jižním okraji historického jádra města.

## Historie
Nápis Ihnes rex nad vstupem do sakristie datuje začátek výstavby kostela do období vlády krále Jana Lucemburského. Hlavní loď byla dokončena roku 1447, severní v letech 1481–1494 a výstavba jižní lodi se protáhla až do roku 1536, přestože práce na ní započaly již v roce 1398. Při rekonstrukci podlahy se pod podlahou našla starší úroveň, kterou se podařilo časově zařadit do doby okolo roku 1150. Je také možné, že jižní loď pochází ze staršího kostela. Později v roce 1575 přistavěli točité schodiště k východní věži, která se však roku 1660 zřítila a poškodila klenbu presbytáře. Při opravě byl nově sklenut valenou klenbou. Západní věž svou podobu získala roku 1782 poté, co byla o tři roky dříve poškozena požárem.

## Stavební podoba
Z architektonického hlediska je kostel trojlodní bazilikou s trojboce zakončeným presbytářem, předsíní před západním průčelím a dvojicí věží při severní straně. Presbytář opatřený sedmi dvakrát odstupňovanými opěráky je zaklenutý valenou klenbou s lunetami a na jižní stěně se dochovaly zbytky renesančních ornamentálních maleb. Od lodi ho odděluje mírně lomený vítězný oblouk na mohutných pilířích. Trojlodí je rozdělené polokruhovými arkádami a každá loď je zaklenutá čtveřicí polí křížové žebrové klenby. Jižní loď je v polovině přepažena zdí s hrotitým průchodem zdobeným rozetami. Obě boční lodi osvětlují čtveřice hrotitých oken ve hlubokých špaletách.
Sakristie sklenutá křížovou klenbou se nachází v přízemí východní věže a je přístupná z presbytáře nízkých vstupem. Samotná věž má dvě patra osvětlená segmentově zakončenými okny a drobnými sdruženými okny v horní části. Západní věž je také dvoupatrová a na rozdíl od zbytku kostela je postavena v barokním slohu. Podpírají ji nárožní opěrné pilíře se sochami svatého Norberta a svatého Augustina z roku 1782. Přízemní fasádu na západní straně zdobí slepá arkáda a čtyřlaločné okénko. Na severní straně se nachází hrotité okno. Fasádu v patře člení nárožní pilastry a dvojice obdélných oken zakončených odsazeným polokruhem. Věž završuje jehlancová střecha s lucernou a cibulovou bání. Kruchta pochází z toku 1686. Původně byly v kostele dvě a roku 1774 byl postaven nový kůr.
Pod kostelem leží hrobka rodu Kokořovců z Kokořova s měděnou rakví Jiřího Petra z Kokořova, ale pochováni zde jsou i duchovní, dobrodinci a další šlechtici z okolí. Při poslední úpravě byla těla zpopelněna a umístěna do uren. Vstup do krypty je vychýlen z osové souměrnosti vůči presbytáři nebo oltáři.

## Zařízení

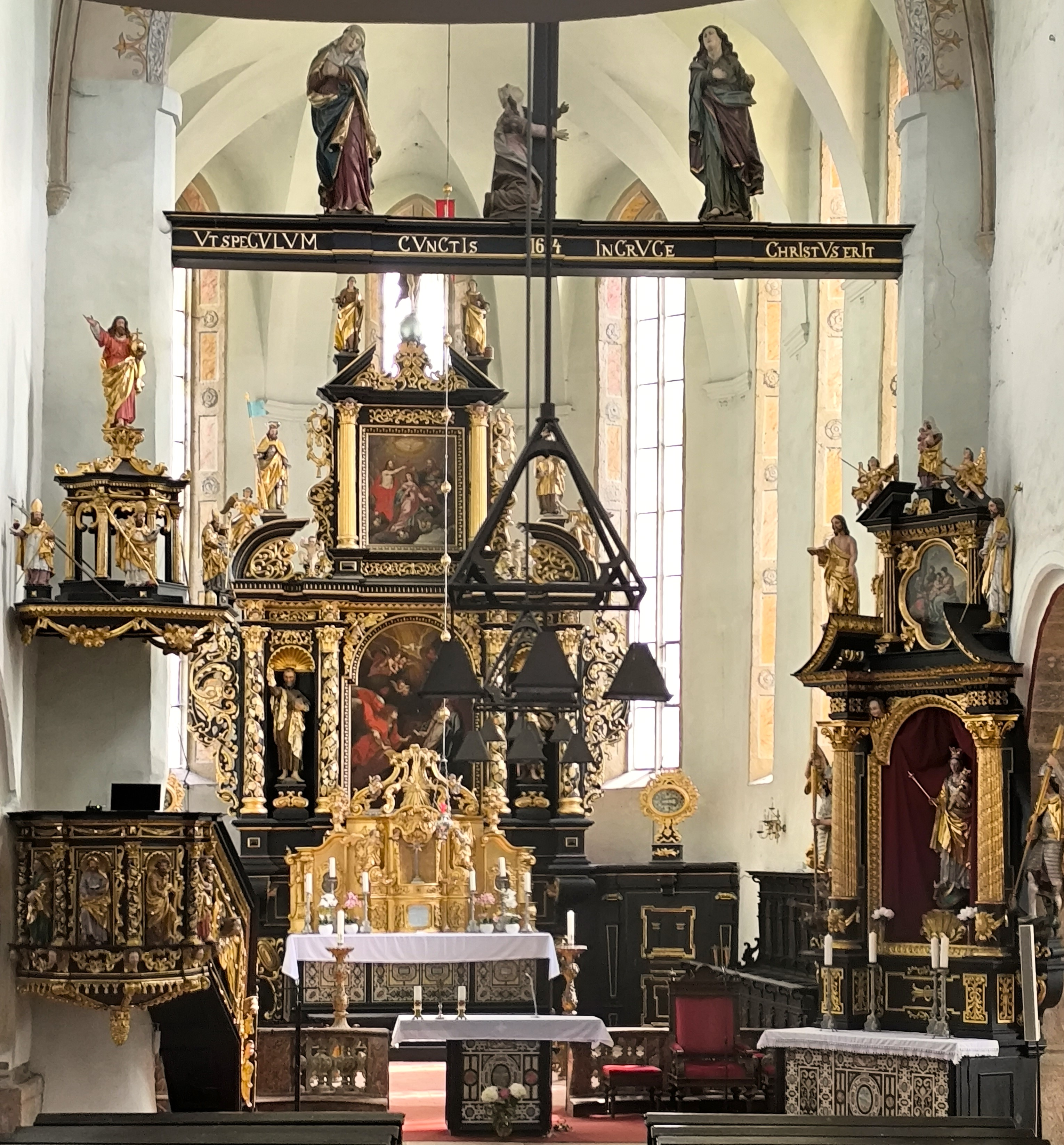
Interiér kostela sv. Petra a Pavla ve Žluticích

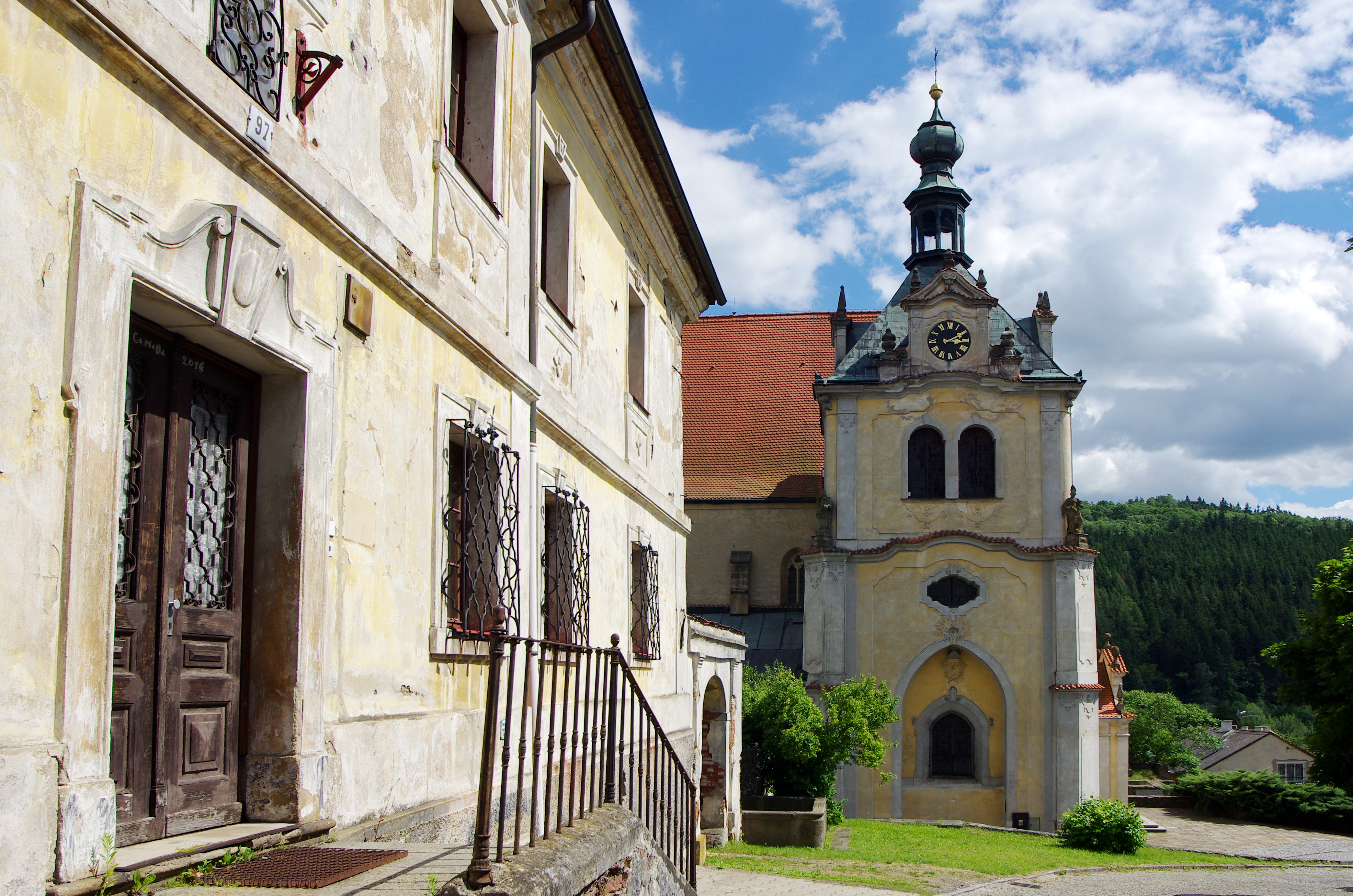
Budova fary a severní strana západní věže

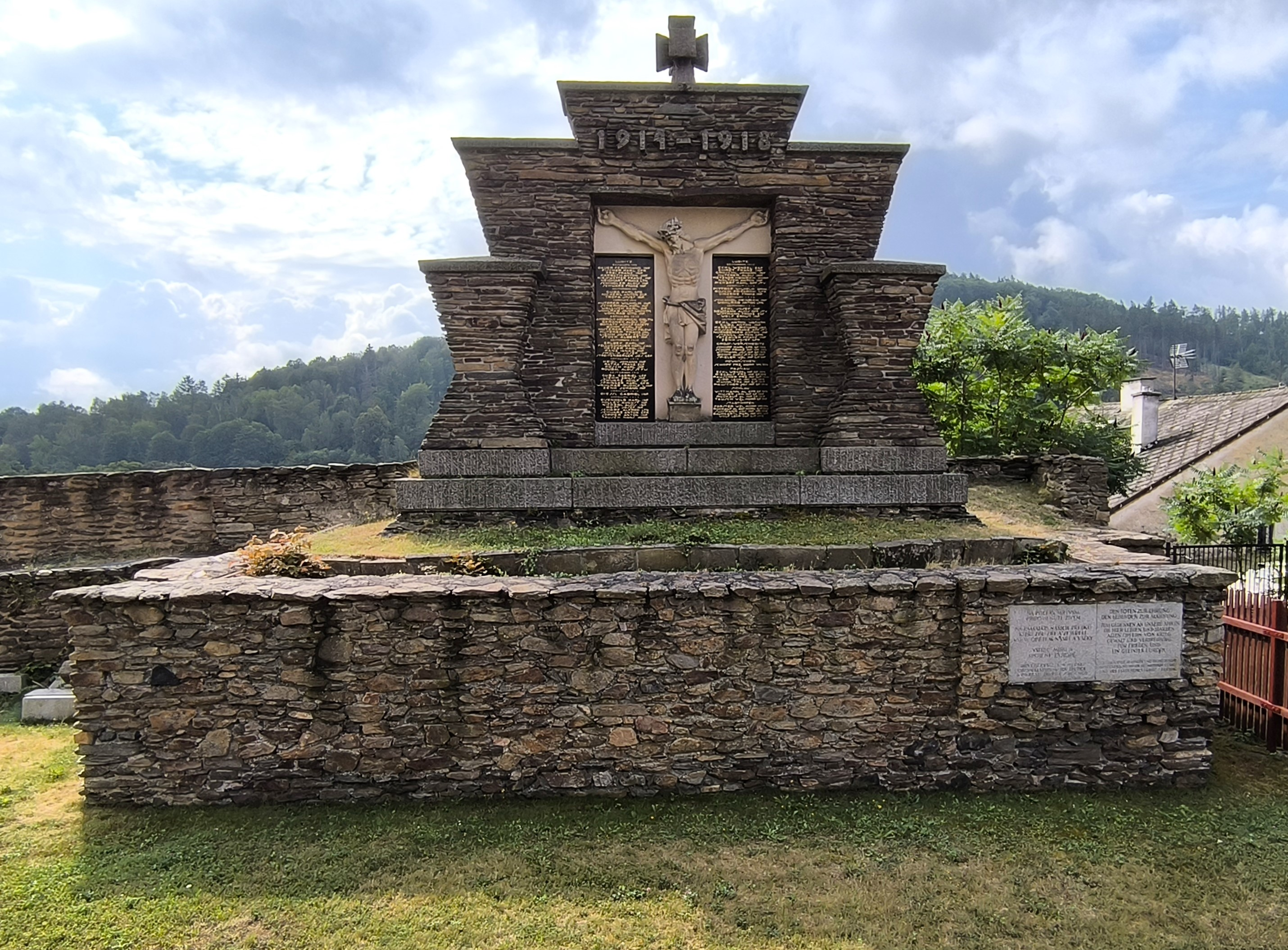
Mohyla padlým z let 1914-1918 před kostelem

Většina dřevěného zařízení s černým lakem a zlatým dekorem pochází z období raného baroka. Hlavní portálový oltář z roku 1667 nese obraz Zvěstování Panny Marie zrestaurovaný v roce 1923 a sochy svatého Petra a svatého Pavla v postranních křídlech. V nástavci je obraz Korunování Panny Marie mezi sochami svatého Václava a svaté Ludmily. Na vrcholu trojúhelného štít je socha Krista Vítězného mezi sochami dvou světic.Zlacený svatostánek v podobě kruhového chrámku zdobeného soškami andělů je z roku 1771. 
Na příčném břevnu pod vítězným obloukem je socha ukřižovaného Krista mezi sochami Panny Marie a sv. Jana Evangelisty, na břevnu je zlacený latinský nápis "VT CVnCtIs In CrVCe ChrIstVs erIt" s chronogramem 1684. 
U paty vítězného oblouku na severní straně stojí druhý portálový oltář s mozaikovým antependiem, zasvěcený Narození Páně z roku 1679. V jeho nástavci je mezi kanelovanými sloupy obraz Klanění pastýřů. Oltář doplňují sochy světců. Protější výklenkový oltář má v nice sochu Panny Marie královny mezi sochami dvou archandělů ve zbroji, bojujícími s ďábly. V nástavci je obraz Dětství Panny Marie a na vrcholu sousoší sv. Anny Samotřetí. 
V jižní lodi stojí oltář svatého Václava z roku 1666, který pochází ze zaniklé kaple žlutického zámku. Další oltáře jsou zasvěcené svatému Janu Nepomuckému a svatému Antonínovi.
Polygonální kazatelnu z roku 1672 zdobí sloupky obrostlé vinnou révou a sochy čtyř evangelistů. Na její stříšce jsou umístěné sochy čtyř církevních Otců a  na vrcholu Salvatora mundi. 
Na osmiboké noze spočívá renesanční křtitelnice z roku 1603. K vybavení patří množství obrazů a dalších soch včetně několika náhrobníků.
 V presbytáři byly v 17. století zřízeny dvě speciální lavice pro městskou radu, která se skládala z osmnácti radních. Varhany na kůru  zhotovil roku 1774 český varhanář Franz Prokop Noly (1744-1814).

## Fara
Na severní straně od kostela stojí barokní budova farního úřadu.

## Pomník před kostelem
Na místě zrušeného farního hřbitova na jižní straně od kostela je prostranství ohrazené zdí z lomového kamene a rovněž kamenná stupňovitá mohyla vojákům, padlým v první světové válce. Mohyla je pozoruhodným architektonickým dílem konstruktivismu.